# DM i landevejscykling 2023 – Linjeløb (U23 herrer)
U23 herrernes linjeløb ved DM i landevejscykling 2023 blev afholdt søndag den 3. september omkring Krunderup ved Holstebro. Linjeløbet foregik over 180,7 km. Rasmus Søjberg Pedersen fra CIC U Nantes Atlantique vandt løbet og blev dansk mester for andet år i træk.

## Resultat
| \| Samlede stilling \| Samlede stilling \| Samlede stilling \| Samlede stilling \| Samlede stilling \| \| Rytter \| Rytter \| Hold \| Tid \| \| \| ---------------- \| ----------------------- \| --------------------------- \| ---------------- \| ---------------- \| \| 1. \| Rasmus Søjberg Pedersen \| CIC U Nantes Atlantique \| 4t 18' 27" \| \| \| 2. \| Mads Landbo \| Uno-X DARE Development \| + 0" \| \| \| 3. \| Henrik Breiner Pedersen \| ColoQuick \| + 1" \| \| \| 4. \| Joshua Gudnitz \| ColoQuick \| + 1" \| \| \| 5. \| Robin Juel Skivild \| Leopard TOGT Pro Cycling \| + 1" \| \| \| 6. \| Alexander Arnt Hansen \| Restaurant Suri-Carl Ras \| + 1" \| \| \| 7. \| Malte Hellerup \| Aalborg-Sparekassen Danmark \| + 1" \| \| \| 8. \| Tobias Svarre \| ColoQuick \| + 7" \| \| \| 9. \| William Blume Levy \| Uno-X Pro Cycling Team \| + 8" \| \| \| 10. \| Alfred Grenaae \| Uno-X DARE Development \| + 17" \| \| \| 11. \| Simon Dalby \| Uno-X DARE Development \| + 22" \| \| \| 12. \| Marckus Njor \| IBT-Tripeak \| + 30" \| \| \| 13. \| Kevin Biehl \| Aalborg-Sparekassen Danmark \| + 35" \| \| \| 14. \| Pelle Køster \| CO:PLAY-Giant Store \| + 56" \| \| \| 15. \| Boas Lysgaard \| BHS-PL Beton Bornholm \| + 58" \| \| |                         |                             |            |
| |                         |                             |            |
| Kilde: ProCyclingStats |                         |                             |            |
| Samlede stilling |                         |                             |            |
| Rytter | Rytter                  | Hold                        | Tid        |
| 1. | Rasmus Søjberg Pedersen | CIC U Nantes Atlantique     | 4t 18' 27" |
| 2. | Mads Landbo             | Uno-X DARE Development      | + 0"       |
| 3. | Henrik Breiner Pedersen | ColoQuick                   | + 1"       |
| 4. | Joshua Gudnitz          | ColoQuick                   | + 1"       |
| 5. | Robin Juel Skivild      | Leopard TOGT Pro Cycling    | + 1"       |
| 6. | Alexander Arnt Hansen   | Restaurant Suri-Carl Ras    | + 1"       |
| 7. | Malte Hellerup          | Aalborg-Sparekassen Danmark | + 1"       |
| 8. | Tobias Svarre           | ColoQuick                   | + 7"       |
| 9. | William Blume Levy      | Uno-X Pro Cycling Team      | + 8"       |
| 10. | Alfred Grenaae          | Uno-X DARE Development      | + 17"      |
| 11. | Simon Dalby             | Uno-X DARE Development      | + 22"      |
| 12. | Marckus Njor            | IBT-Tripeak                 | + 30"      |
| 13. | Kevin Biehl             | Aalborg-Sparekassen Danmark | + 35"      |
| 14. | Pelle Køster            | CO:PLAY-Giant Store         | + 56"      |
| 15. | Boas Lysgaard           | BHS-PL Beton Bornholm       | + 58"      |

## Hold og ryttere
| UCI ProTeam- Uno-X Pro Cycling Team UCI Kontinentalhold (8)- ColoQuick - Uno-X DARE Development Team - CIC U Nantes Atlantique - Biesse-Carrera - BHS-PL Beton Bornholm - Leopard TOGT Pro Cycling - Restaurant Suri-Carl Ras - Team Novo Nordisk Development DCU Elite Teams (7)- Aalborg-Sparekassen Danmark - CeramicSpeed Herning CK Elite - Give Elementer - Team Give Steel-2M Cycling Elite - JS.dk - CO:PLAY-Giant Store - IBT-Tripeak Regional- og klubhold (19)- Cykling Odense - Slagelse Cykle Ring - Sydkysten Cycling - Aalborg Cykle-Ring - Amager Cykle Ring - CK Kronborg - Cykle Klubben Aarhus - Cykleklubben FIX Rødovre - Give Cykelklub - Kolding Bicycle Club - Thy Cykle Ring - Esbjerg Cykle Ring - Horsens Amatør Cykleklub - Nyborg Cykle Klub - Randers Cykleklub - Mountainbike Club Vejle - Holbæk Cykelsport - Ordrup Cycle Club - Klampenborg CC |
| |

### Startliste
| CIC U Nantes Atlantique UCN | CIC U Nantes Atlantique UCN   | CIC U Nantes Atlantique UCN |
| --------------------------- | ----------------------------- | --------------------------- |
| Nr.                         | Rytter                        | Placering                   |
| 1                           | Rasmus Søjberg Pedersen (DEN) | 1.                          |

| Uno-X DARE Development UDT | Uno-X DARE Development UDT | Uno-X DARE Development UDT |
| -------------------------- | -------------------------- | -------------------------- |
| Nr.                        | Rytter                     | Placering                  |
| 2                          | Carl-Frederik Bévort (DEN) | 16.                        |
| 3                          | Alfred Grenaae (DEN)       | 10.                        |
| 4                          | Mads Landbo (DEN)          | 2.                         |
| 5                          | Simon Dalby (DEN)          | 11.                        |

| Uno-X Pro Cycling Team UXT | Uno-X Pro Cycling Team UXT | Uno-X Pro Cycling Team UXT |
| -------------------------- | -------------------------- | -------------------------- |
| Nr.                        | Rytter                     | Placering                  |
| 6                          | William Blume Levy (DEN)   | 9.                         |

| ColoQuick TCQ | ColoQuick TCQ                 | ColoQuick TCQ |
| ------------- | ----------------------------- | ------------- |
| Nr.           | Rytter                        | Placering     |
| 7             | Anders Vos Sørensen (DEN)     | 19.           |
| 8             | Frederik Bjørn Sørensen (DEN) | DNF           |
| 9             | Henrik Breiner Pedersen (DEN) | 3.            |
| 10            | Joshua Gudnitz (DEN)          | 4.            |
| 11            | Magnus Lorents Nielsen (DEN)  | 17.           |
| 12            | Oliver Søndergaard (DEN)      | 22.           |
| 13            | Tobias Svarre (DEN)           | 8.            |
| 14            | Victor Grue Enggaard (DEN)    | 23.           |

| BHS-PL Beton Bornholm BPC | BHS-PL Beton Bornholm BPC       | BHS-PL Beton Bornholm BPC |
| ------------------------- | ------------------------------- | ------------------------- |
| Nr.                       | Rytter                          | Placering                 |
| 15                        | Boas Lysgaard (DEN)             | 15.                       |
| 16                        | Asger Røjbek Sørensen (DEN)     | DNF                       |
| 17                        | Emil Schandorff Iwersen (DEN)   | 18.                       |
| 18                        | Mads-Emil Dupont Hougaard (DEN) | 26.                       |
| 19                        | Nicholas Thorøe-Hansen (DEN)    | DNF                       |
| 20                        | Nikolaj Mengel (DEN)            | DNF                       |
| 21                        | Sebastian Andreasson (DEN)      | DNF                       |

| CeramicSpeed Herning CK Elite ___ | CeramicSpeed Herning CK Elite ___ | CeramicSpeed Herning CK Elite ___ |
| --------------------------------- | --------------------------------- | --------------------------------- |
| Nr.                               | Rytter                            | Placering                         |
| 22                                | Gustav Ferdinand Lau              | 21.                               |
| 23                                | Lucas Lorentsen                   | DNF                               |
| 24                                | Malthe Sand Thomsen               | 41.                               |
| 25                                | Mikkel Jørgensen                  | DNF                               |
| 26                                | Nicklas Fonnesbech                | DNF                               |

| Leopard TOGT Pro Cycling LTP | Leopard TOGT Pro Cycling LTP | Leopard TOGT Pro Cycling LTP |
| ---------------------------- | ---------------------------- | ---------------------------- |
| Nr.                          | Rytter                       | Placering                    |
| 27                           | Kasper Viberg Søgaard (DEN)  | DNF                          |
| 28                           | Robin Juel Skivild (DEN)     | 5.                           |
| 29                           | Tobias Aagaard Hansen (DEN)  | DNF                          |

| Restaurant Suri-Carl Ras GSH | Restaurant Suri-Carl Ras GSH  | Restaurant Suri-Carl Ras GSH |
| ---------------------------- | ----------------------------- | ---------------------------- |
| Nr.                          | Rytter                        | Placering                    |
| 30                           | Albert Holm (DEN)             | 25.                          |
| 31                           | Alexander Arnt Hansen (DEN)   | 6.                           |
| 32                           | Gustav Wang (DEN)             | 27.                          |
| 33                           | Kristian Egholm (DEN)         | DNF                          |
| 34                           | Oscar Bluhm (DEN)             | DNF                          |
| 35                           | Stian Rosenlund Richter (DEN) | DNF                          |

| CO:PLAY-Giant Store ___ | CO:PLAY-Giant Store ___   | CO:PLAY-Giant Store ___ |
| ----------------------- | ------------------------- | ----------------------- |
| Nr.                     | Rytter                    | Placering               |
| 36                      | Axel Hjorth Køgs Andersen | DNF                     |
| 37                      | Benjamin Hertz (DEN)      | DNF                     |
| 38                      | Daniel Lemvig Lond        | DNF                     |
| 39                      | Jaspar Lonsdale           | DNF                     |
| 40                      | Lucas Toftemark           | 30.                     |
| 41                      | Magnus Machholdt          | 34.                     |
| 42                      | Mikkel Tvergaard          | DNF                     |
| 43                      | Pelle Køster (DEN)        | 14.                     |
| 44                      | Phillip Mathiesen         | 20.                     |
| 45                      | Poul Holten Andersen      | DNF                     |

| Team Give Steel-2M Cycling Elite ___ | Team Give Steel-2M Cycling Elite ___ | Team Give Steel-2M Cycling Elite ___ |
| ------------------------------------ | ------------------------------------ | ------------------------------------ |
| Nr.                                  | Rytter                               | Placering                            |
| 46                                   | Erik Christoffersen                  | DNF                                  |
| 47                                   | Felix Fog Holst Larsen               | DNF                                  |
| 48                                   | Kasper Jul Øhlenschlæger             | 29.                                  |
| 49                                   | Mikkel Weber Zeyn                    | DNF                                  |
| 50                                   | Oskar Rønn                           | 40.                                  |
| 51                                   | Sebastian Sigurd Nielsen             | DNF                                  |
| 52                                   | Thorolf Rønhede                      | DNF                                  |
| 53                                   | Tobias Aarup Levring                 | DNF                                  |

| IBT-Tripeak ___ | IBT-Tripeak ___      | IBT-Tripeak ___ |
| --------------- | -------------------- | --------------- |
| Nr.             | Rytter               | Placering       |
| 54              | Alfred Christensen   | DNS             |
| 55              | Frederik Davidsen    | DNS             |
| 56              | Kasper Due Kaspersen | DNF             |
| 57              | Marckus Njor         | 12.             |
| 58              | Noah Borgen Morell   | DNS             |
| 59              | Peter Asbjørn Hansen | DNF             |

| JS.dk ___ | JS.dk ___            | JS.dk ___ |
| --------- | -------------------- | --------- |
| Nr.       | Rytter               | Placering |
| 60        | Jeppe Andreasen      | DNF       |
| 61        | Lauge Woer           | DNF       |
| 62        | Peter Skov Lauritzen | 28.       |
| 63        | Ruben Zilas Larsen   | DNF       |

| Aalborg-Sparekassen Danmark ___ | Aalborg-Sparekassen Danmark ___ | Aalborg-Sparekassen Danmark ___ |
| ------------------------------- | ------------------------------- | ------------------------------- |
| Nr.                             | Rytter                          | Placering                       |
| 64                              | Hugo Bruun van Deurs            | DNF                             |
| 65                              | Jonas Sørensen                  | 33.                             |
| 66                              | Kevin Biehl (DEN)               | 13.                             |
| 67                              | Malte Hellerup (DEN)            | 7.                              |
| 68                              | Oscar Munk-Olsen                | DNF                             |

| Give Elementer ___ | Give Elementer ___          | Give Elementer ___ |
| ------------------ | --------------------------- | ------------------ |
| Nr.                | Rytter                      | Placering          |
| 69                 | Jacob Christian Vestergaard | 36.                |
| 70                 | Jacob Degn Fryland          | DNF                |
| 71                 | Magnus Bächler              | 39.                |

| Sydkysten Cycling ___ | Sydkysten Cycling ___              | Sydkysten Cycling ___ |
| --------------------- | ---------------------------------- | --------------------- |
| Nr.                   | Rytter                             | Placering             |
| 72                    | Andreas Christiansen               | DNF                   |
| 73                    | Daniel Lysdal Buur                 | DNF                   |
| 74                    | Elias Johan Asgaard                | DNS                   |
| 75                    | Malthe Hass Slivsgaard Christensen | DNF                   |
| 76                    | Oliver Monø                        | DNF                   |
| 77                    | Simon Høy                          | DNF                   |

| Aalborg Cykle-Ring ___ | Aalborg Cykle-Ring ___ | Aalborg Cykle-Ring ___ |
| ---------------------- | ---------------------- | ---------------------- |
| Nr.                    | Rytter                 | Placering              |
| 78                     | Magnus Bertelsen       | DNF                    |
| 79                     | Nicklas Riis Andersen  | DNF                    |
| 80                     | Tobias Gade            | DNS                    |

| Amager Cykle Ring ___ | Amager Cykle Ring ___   | Amager Cykle Ring ___ |
| --------------------- | ----------------------- | --------------------- |
| Nr.                   | Rytter                  | Placering             |
| 81                    | Laurids Blæsbjerg       | 35.                   |
| 82                    | Vitus Hovmøller Dinesen | 31.                   |

| Biesse-Carrera BIE | Biesse-Carrera BIE    | Biesse-Carrera BIE |
| ------------------ | --------------------- | ------------------ |
| Nr.                | Rytter                | Placering          |
| 83                 | Anders Foldager (DEN) | DNF                |

| CK Kronborg ___ | CK Kronborg ___        | CK Kronborg ___ |
| --------------- | ---------------------- | --------------- |
| Nr.             | Rytter                 | Placering       |
| 84              | Frederik Lind Sørensen | DNF             |

| Cykle Klubben Aarhus ___ | Cykle Klubben Aarhus ___    | Cykle Klubben Aarhus ___ |
| ------------------------ | --------------------------- | ------------------------ |
| Nr.                      | Rytter                      | Placering                |
| 85                       | Alexander Seebach Lundgaard | DNF                      |
| 86                       | Nicklas Sauer               | DNS                      |
| 87                       | Peter Normann Diekema       | DNF                      |

| Cykleklubben FIX Rødovre ___ | Cykleklubben FIX Rødovre ___ | Cykleklubben FIX Rødovre ___ |
| ---------------------------- | ---------------------------- | ---------------------------- |
| Nr.                          | Rytter                       | Placering                    |
| 88                           | Alexander Visby              | DNF                          |

| Cykling Odense ___ | Cykling Odense ___ | Cykling Odense ___ |
| ------------------ | ------------------ | ------------------ |
| Nr.                | Rytter             | Placering          |
| 89                 | Ian Millennium     | 38.                |

| Esbjerg Cykle Ring ___ | Esbjerg Cykle Ring ___ | Esbjerg Cykle Ring ___ |
| ---------------------- | ---------------------- | ---------------------- |
| Nr.                    | Rytter                 | Placering              |
| 90                     | Tim Hansen             | DNF                    |

| Give Cykelklub ___ | Give Cykelklub ___ | Give Cykelklub ___ |
| ------------------ | ------------------ | ------------------ |
| Nr.                | Rytter             | Placering          |
| 91                 | Joshua Bridgens    | DNF                |
| 92                 | Lukas Østergaard   | DNF                |

| Holbæk Cykelsport ___ | Holbæk Cykelsport ___         | Holbæk Cykelsport ___ |
| --------------------- | ----------------------------- | --------------------- |
| Nr.                   | Rytter                        | Placering             |
| 93                    | Lukas Sulaj Kloppenborg (ALB) | DNS                   |

| Horsens Amatør Cykleklub ___ | Horsens Amatør Cykleklub ___ | Horsens Amatør Cykleklub ___ |
| ---------------------------- | ---------------------------- | ---------------------------- |
| Nr.                          | Rytter                       | Placering                    |
| 94                           | Magnus Maury Sørensen        | DNF                          |

| Kolding Bicycle Club ___ | Kolding Bicycle Club ___ | Kolding Bicycle Club ___ |
| ------------------------ | ------------------------ | ------------------------ |
| Nr.                      | Rytter                   | Placering                |
| 95                       | Asger Paaske Frederiksen | 37.                      |

| Mountainbike Club Vejle ___ | Mountainbike Club Vejle ___ | Mountainbike Club Vejle ___ |
| --------------------------- | --------------------------- | --------------------------- |
| Nr.                         | Rytter                      | Placering                   |
| 96                          | Morten Örnhagen Jørgensen   | DNS                         |

| Nyborg Cykle Klub ___ | Nyborg Cykle Klub ___   | Nyborg Cykle Klub ___ |
| --------------------- | ----------------------- | --------------------- |
| Nr.                   | Rytter                  | Placering             |
| 97                    | Emil Løkkegaard Wiggers | DNF                   |

| Ordrup Cycle Club ___ | Ordrup Cycle Club ___ | Ordrup Cycle Club ___ |
| --------------------- | --------------------- | --------------------- |
| Nr.                   | Rytter                | Placering             |
| 98                    | William Gudmann       | 32.                   |
| 99                    | William Lowth         | DNF                   |

| Randers Cykleklub ___ | Randers Cykleklub ___    | Randers Cykleklub ___ |
| --------------------- | ------------------------ | --------------------- |
| Nr.                   | Rytter                   | Placering             |
| 100                   | Tobias Lundberg Dichmann | DNF                   |

| Thy Cykle Ring ___ | Thy Cykle Ring ___   | Thy Cykle Ring ___ |
| ------------------ | -------------------- | ------------------ |
| Nr.                | Rytter               | Placering          |
| 101                | Sebastian Røge Hamer | DNF                |

| Team Novo Nordisk Development TND | Team Novo Nordisk Development TND | Team Novo Nordisk Development TND |
| --------------------------------- | --------------------------------- | --------------------------------- |
| Nr.                               | Rytter                            | Placering                         |
| 102                               | Hjalte Thor Knudsen               | DNF                               |

| Slagelse Cykle Ring ___ | Slagelse Cykle Ring ___ | Slagelse Cykle Ring ___ |
| ----------------------- | ----------------------- | ----------------------- |
| Nr.                     | Rytter                  | Placering               |
| 103                     | Niklas Villumsen        | DNF                     |

| Klampenborg CC ___ | Klampenborg CC ___        | Klampenborg CC ___ |
| ------------------ | ------------------------- | ------------------ |
| Nr.                | Rytter                    | Placering          |
| 104                | Magnus Massesson Preisler | DNS                |

| Aalborg-Sparekassen Danmark ___ | Aalborg-Sparekassen Danmark ___ | Aalborg-Sparekassen Danmark ___ |
| ------------------------------- | ------------------------------- | ------------------------------- |
| Nr.                             | Rytter                          | Placering                       |
| 105                             | Lukas Lund Sørensen (DEN)       | 24.                             |

| CIC U Nantes Atlantique UCN | CIC U Nantes Atlantique UCN   | CIC U Nantes Atlantique UCN |
| --------------------------- | ----------------------------- | --------------------------- |
| Nr.                         | Rytter                        | Placering                   |
| 1                           | Rasmus Søjberg Pedersen (DEN) | 1.                          |

| Uno-X DARE Development UDT | Uno-X DARE Development UDT | Uno-X DARE Development UDT |
| -------------------------- | -------------------------- | -------------------------- |
| Nr.                        | Rytter                     | Placering                  |
| 2                          | Carl-Frederik Bévort (DEN) | 16.                        |
| 3                          | Alfred Grenaae (DEN)       | 10.                        |
| 4                          | Mads Landbo (DEN)          | 2.                         |
| 5                          | Simon Dalby (DEN)          | 11.                        |

| Uno-X Pro Cycling Team UXT | Uno-X Pro Cycling Team UXT | Uno-X Pro Cycling Team UXT |
| -------------------------- | -------------------------- | -------------------------- |
| Nr.                        | Rytter                     | Placering                  |
| 6                          | William Blume Levy (DEN)   | 9.                         |

| ColoQuick TCQ | ColoQuick TCQ                 | ColoQuick TCQ |
| ------------- | ----------------------------- | ------------- |
| Nr.           | Rytter                        | Placering     |
| 7             | Anders Vos Sørensen (DEN)     | 19.           |
| 8             | Frederik Bjørn Sørensen (DEN) | DNF           |
| 9             | Henrik Breiner Pedersen (DEN) | 3.            |
| 10            | Joshua Gudnitz (DEN)          | 4.            |
| 11            | Magnus Lorents Nielsen (DEN)  | 17.           |
| 12            | Oliver Søndergaard (DEN)      | 22.           |
| 13            | Tobias Svarre (DEN)           | 8.            |
| 14            | Victor Grue Enggaard (DEN)    | 23.           |

| BHS-PL Beton Bornholm BPC | BHS-PL Beton Bornholm BPC       | BHS-PL Beton Bornholm BPC |
| ------------------------- | ------------------------------- | ------------------------- |
| Nr.                       | Rytter                          | Placering                 |
| 15                        | Boas Lysgaard (DEN)             | 15.                       |
| 16                        | Asger Røjbek Sørensen (DEN)     | DNF                       |
| 17                        | Emil Schandorff Iwersen (DEN)   | 18.                       |
| 18                        | Mads-Emil Dupont Hougaard (DEN) | 26.                       |
| 19                        | Nicholas Thorøe-Hansen (DEN)    | DNF                       |
| 20                        | Nikolaj Mengel (DEN)            | DNF                       |
| 21                        | Sebastian Andreasson (DEN)      | DNF                       |

| CeramicSpeed Herning CK Elite ___ | CeramicSpeed Herning CK Elite ___ | CeramicSpeed Herning CK Elite ___ |
| --------------------------------- | --------------------------------- | --------------------------------- |
| Nr.                               | Rytter                            | Placering                         |
| 22                                | Gustav Ferdinand Lau              | 21.                               |
| 23                                | Lucas Lorentsen                   | DNF                               |
| 24                                | Malthe Sand Thomsen               | 41.                               |
| 25                                | Mikkel Jørgensen                  | DNF                               |
| 26                                | Nicklas Fonnesbech                | DNF                               |

| Leopard TOGT Pro Cycling LTP | Leopard TOGT Pro Cycling LTP | Leopard TOGT Pro Cycling LTP |
| ---------------------------- | ---------------------------- | ---------------------------- |
| Nr.                          | Rytter                       | Placering                    |
| 27                           | Kasper Viberg Søgaard (DEN)  | DNF                          |
| 28                           | Robin Juel Skivild (DEN)     | 5.                           |
| 29                           | Tobias Aagaard Hansen (DEN)  | DNF                          |

| Restaurant Suri-Carl Ras GSH | Restaurant Suri-Carl Ras GSH  | Restaurant Suri-Carl Ras GSH |
| ---------------------------- | ----------------------------- | ---------------------------- |
| Nr.                          | Rytter                        | Placering                    |
| 30                           | Albert Holm (DEN)             | 25.                          |
| 31                           | Alexander Arnt Hansen (DEN)   | 6.                           |
| 32                           | Gustav Wang (DEN)             | 27.                          |
| 33                           | Kristian Egholm (DEN)         | DNF                          |
| 34                           | Oscar Bluhm (DEN)             | DNF                          |
| 35                           | Stian Rosenlund Richter (DEN) | DNF                          |

| CO:PLAY-Giant Store ___ | CO:PLAY-Giant Store ___   | CO:PLAY-Giant Store ___ |
| ----------------------- | ------------------------- | ----------------------- |
| Nr.                     | Rytter                    | Placering               |
| 36                      | Axel Hjorth Køgs Andersen | DNF                     |
| 37                      | Benjamin Hertz (DEN)      | DNF                     |
| 38                      | Daniel Lemvig Lond        | DNF                     |
| 39                      | Jaspar Lonsdale           | DNF                     |
| 40                      | Lucas Toftemark           | 30.                     |
| 41                      | Magnus Machholdt          | 34.                     |
| 42                      | Mikkel Tvergaard          | DNF                     |
| 43                      | Pelle Køster (DEN)        | 14.                     |
| 44                      | Phillip Mathiesen         | 20.                     |
| 45                      | Poul Holten Andersen      | DNF                     |

| Team Give Steel-2M Cycling Elite ___ | Team Give Steel-2M Cycling Elite ___ | Team Give Steel-2M Cycling Elite ___ |
| ------------------------------------ | ------------------------------------ | ------------------------------------ |
| Nr.                                  | Rytter                               | Placering                            |
| 46                                   | Erik Christoffersen                  | DNF                                  |
| 47                                   | Felix Fog Holst Larsen               | DNF                                  |
| 48                                   | Kasper Jul Øhlenschlæger             | 29.                                  |
| 49                                   | Mikkel Weber Zeyn                    | DNF                                  |
| 50                                   | Oskar Rønn                           | 40.                                  |
| 51                                   | Sebastian Sigurd Nielsen             | DNF                                  |
| 52                                   | Thorolf Rønhede                      | DNF                                  |
| 53                                   | Tobias Aarup Levring                 | DNF                                  |

| IBT-Tripeak ___ | IBT-Tripeak ___      | IBT-Tripeak ___ |
| --------------- | -------------------- | --------------- |
| Nr.             | Rytter               | Placering       |
| 54              | Alfred Christensen   | DNS             |
| 55              | Frederik Davidsen    | DNS             |
| 56              | Kasper Due Kaspersen | DNF             |
| 57              | Marckus Njor         | 12.             |
| 58              | Noah Borgen Morell   | DNS             |
| 59              | Peter Asbjørn Hansen | DNF             |

| JS.dk ___ | JS.dk ___            | JS.dk ___ |
| --------- | -------------------- | --------- |
| Nr.       | Rytter               | Placering |
| 60        | Jeppe Andreasen      | DNF       |
| 61        | Lauge Woer           | DNF       |
| 62        | Peter Skov Lauritzen | 28.       |
| 63        | Ruben Zilas Larsen   | DNF       |

| Aalborg-Sparekassen Danmark ___ | Aalborg-Sparekassen Danmark ___ | Aalborg-Sparekassen Danmark ___ |
| ------------------------------- | ------------------------------- | ------------------------------- |
| Nr.                             | Rytter                          | Placering                       |
| 64                              | Hugo Bruun van Deurs            | DNF                             |
| 65                              | Jonas Sørensen                  | 33.                             |
| 66                              | Kevin Biehl (DEN)               | 13.                             |
| 67                              | Malte Hellerup (DEN)            | 7.                              |
| 68                              | Oscar Munk-Olsen                | DNF                             |

| Give Elementer ___ | Give Elementer ___          | Give Elementer ___ |
| ------------------ | --------------------------- | ------------------ |
| Nr.                | Rytter                      | Placering          |
| 69                 | Jacob Christian Vestergaard | 36.                |
| 70                 | Jacob Degn Fryland          | DNF                |
| 71                 | Magnus Bächler              | 39.                |

| Sydkysten Cycling ___ | Sydkysten Cycling ___              | Sydkysten Cycling ___ |
| --------------------- | ---------------------------------- | --------------------- |
| Nr.                   | Rytter                             | Placering             |
| 72                    | Andreas Christiansen               | DNF                   |
| 73                    | Daniel Lysdal Buur                 | DNF                   |
| 74                    | Elias Johan Asgaard                | DNS                   |
| 75                    | Malthe Hass Slivsgaard Christensen | DNF                   |
| 76                    | Oliver Monø                        | DNF                   |
| 77                    | Simon Høy                          | DNF                   |

| Aalborg Cykle-Ring ___ | Aalborg Cykle-Ring ___ | Aalborg Cykle-Ring ___ |
| ---------------------- | ---------------------- | ---------------------- |
| Nr.                    | Rytter                 | Placering              |
| 78                     | Magnus Bertelsen       | DNF                    |
| 79                     | Nicklas Riis Andersen  | DNF                    |
| 80                     | Tobias Gade            | DNS                    |

| Amager Cykle Ring ___ | Amager Cykle Ring ___   | Amager Cykle Ring ___ |
| --------------------- | ----------------------- | --------------------- |
| Nr.                   | Rytter                  | Placering             |
| 81                    | Laurids Blæsbjerg       | 35.                   |
| 82                    | Vitus Hovmøller Dinesen | 31.                   |

| Biesse-Carrera BIE | Biesse-Carrera BIE    | Biesse-Carrera BIE |
| ------------------ | --------------------- | ------------------ |
| Nr.                | Rytter                | Placering          |
| 83                 | Anders Foldager (DEN) | DNF                |

| CK Kronborg ___ | CK Kronborg ___        | CK Kronborg ___ |
| --------------- | ---------------------- | --------------- |
| Nr.             | Rytter                 | Placering       |
| 84              | Frederik Lind Sørensen | DNF             |

| Cykle Klubben Aarhus ___ | Cykle Klubben Aarhus ___    | Cykle Klubben Aarhus ___ |
| ------------------------ | --------------------------- | ------------------------ |
| Nr.                      | Rytter                      | Placering                |
| 85                       | Alexander Seebach Lundgaard | DNF                      |
| 86                       | Nicklas Sauer               | DNS                      |
| 87                       | Peter Normann Diekema       | DNF                      |

| Cykleklubben FIX Rødovre ___ | Cykleklubben FIX Rødovre ___ | Cykleklubben FIX Rødovre ___ |
| ---------------------------- | ---------------------------- | ---------------------------- |
| Nr.                          | Rytter                       | Placering                    |
| 88                           | Alexander Visby              | DNF                          |

| Cykling Odense ___ | Cykling Odense ___ | Cykling Odense ___ |
| ------------------ | ------------------ | ------------------ |
| Nr.                | Rytter             | Placering          |
| 89                 | Ian Millennium     | 38.                |

| Esbjerg Cykle Ring ___ | Esbjerg Cykle Ring ___ | Esbjerg Cykle Ring ___ |
| ---------------------- | ---------------------- | ---------------------- |
| Nr.                    | Rytter                 | Placering              |
| 90                     | Tim Hansen             | DNF                    |

| Give Cykelklub ___ | Give Cykelklub ___ | Give Cykelklub ___ |
| ------------------ | ------------------ | ------------------ |
| Nr.                | Rytter             | Placering          |
| 91                 | Joshua Bridgens    | DNF                |
| 92                 | Lukas Østergaard   | DNF                |

| Holbæk Cykelsport ___ | Holbæk Cykelsport ___         | Holbæk Cykelsport ___ |
| --------------------- | ----------------------------- | --------------------- |
| Nr.                   | Rytter                        | Placering             |
| 93                    | Lukas Sulaj Kloppenborg (ALB) | DNS                   |

| Horsens Amatør Cykleklub ___ | Horsens Amatør Cykleklub ___ | Horsens Amatør Cykleklub ___ |
| ---------------------------- | ---------------------------- | ---------------------------- |
| Nr.                          | Rytter                       | Placering                    |
| 94                           | Magnus Maury Sørensen        | DNF                          |

| Kolding Bicycle Club ___ | Kolding Bicycle Club ___ | Kolding Bicycle Club ___ |
| ------------------------ | ------------------------ | ------------------------ |
| Nr.                      | Rytter                   | Placering                |
| 95                       | Asger Paaske Frederiksen | 37.                      |

| Mountainbike Club Vejle ___ | Mountainbike Club Vejle ___ | Mountainbike Club Vejle ___ |
| --------------------------- | --------------------------- | --------------------------- |
| Nr.                         | Rytter                      | Placering                   |
| 96                          | Morten Örnhagen Jørgensen   | DNS                         |

| Nyborg Cykle Klub ___ | Nyborg Cykle Klub ___   | Nyborg Cykle Klub ___ |
| --------------------- | ----------------------- | --------------------- |
| Nr.                   | Rytter                  | Placering             |
| 97                    | Emil Løkkegaard Wiggers | DNF                   |

| Ordrup Cycle Club ___ | Ordrup Cycle Club ___ | Ordrup Cycle Club ___ |
| --------------------- | --------------------- | --------------------- |
| Nr.                   | Rytter                | Placering             |
| 98                    | William Gudmann       | 32.                   |
| 99                    | William Lowth         | DNF                   |

| Randers Cykleklub ___ | Randers Cykleklub ___    | Randers Cykleklub ___ |
| --------------------- | ------------------------ | --------------------- |
| Nr.                   | Rytter                   | Placering             |
| 100                   | Tobias Lundberg Dichmann | DNF                   |

| Thy Cykle Ring ___ | Thy Cykle Ring ___   | Thy Cykle Ring ___ |
| ------------------ | -------------------- | ------------------ |
| Nr.                | Rytter               | Placering          |
| 101                | Sebastian Røge Hamer | DNF                |

| Team Novo Nordisk Development TND | Team Novo Nordisk Development TND | Team Novo Nordisk Development TND |
| --------------------------------- | --------------------------------- | --------------------------------- |
| Nr.                               | Rytter                            | Placering                         |
| 102                               | Hjalte Thor Knudsen               | DNF                               |

| Slagelse Cykle Ring ___ | Slagelse Cykle Ring ___ | Slagelse Cykle Ring ___ |
| ----------------------- | ----------------------- | ----------------------- |
| Nr.                     | Rytter                  | Placering               |
| 103                     | Niklas Villumsen        | DNF                     |

| Klampenborg CC ___ | Klampenborg CC ___        | Klampenborg CC ___ |
| ------------------ | ------------------------- | ------------------ |
| Nr.                | Rytter                    | Placering          |
| 104                | Magnus Massesson Preisler | DNS                |

| Aalborg-Sparekassen Danmark ___ | Aalborg-Sparekassen Danmark ___ | Aalborg-Sparekassen Danmark ___ |
| ------------------------------- | ------------------------------- | ------------------------------- |
| Nr.                             | Rytter                          | Placering                       |
| 105                             | Lukas Lund Sørensen (DEN)       | 24.                             |